# لويزة دودية
لويزة دودية (الاسم العلمي: Aloysia minthiosa) هو نوع نباتي يتبع جنس اللويزة من فصيلة اللويزية.